# Вітрова-Скала
Вітрова-Скала ((укр.) Ветрова-Скала 1024,5 м н.р.м.) є другою за висотою вершиною вулканічного гірського масиву Вигорлат та найвищою в українській частині Вигорлату.
Вітрова-Скала також найвища точка підчастини Попрєчни, округ Собранці та Ужгородський район.
Вона розташована в масиві Попрєчни у східній частині хребта Вигорлат, над селом Бенятіна близько 12,5 км на північний схід від Собранці та 15 км на північ від Ужгорода безпосередньо на словацько-українському державному кордоні. Словацька частина розташована в окрузі Собранці (Кошицький край), українська Ужгородський район (Закарпатська область).
Деякі старі карти неправильно називають гору Попрієчни гору, новішим, таким чином, під назвою висотою 994,5 м н.р.м. розташована приблизно за 1,5 км на південний захід.
Гора належить до місцевості Морське око (SKUEV0209), що є територією європейського значення системи Natura 2000.
Сама вершина Вітрова-Скеля густо вкрита лісом із виступаючими скелями. Вона розташована за кілька метрів від лінії кордону на словацькому боці, біля прикордонного стовпчика номер 202. З українського боку стоїть верхній дерев'яний хрест.
Відносна висота Вітрової-Скелі становить 615 метрів, що займає 15 місце в рейтингу гір із найбільшою відносною висотою в Словаччині.
По всьому масиву немає позначених пішохідних стежок. Ви можете піднятися на вершину без маркованих лісових доріг із навколишніх сіл.
Бере початок річка Бенятинська-Вода.